# Cynanthus
Cynanthus – rodzaj ptaków z podrodziny kolibrów (Trochilinae) w rodzinie kolibrowatych (Trochilidae).

## Zasięg występowania
Rodzaj obejmuje gatunki występujące w Meksyku i Stanach Zjednoczonych.

## Morfologia
Długość ciała 7,5–10 cm; masa ciała 2,1–4,7 g.

## Systematyka

### Etymologia
- Cynanthus: gr. κυανος kuanos „ciemnoniebieski”; ανθος anthos „kwiat”[6].
- Amizilis: wariant nazwy rodzajowej Amazilia Lesson, 1843 (szmaragdzik)[7]. Gatunek typowy: Cynanthus latirostris Swainson, 1827.
- Chloauges: gr. χλοαυγης khloaugēs „zielono połyskujący”, od χλοη khloē „pierwszy zielony kiełek, młoda zieleń”; αυγη augē, αυγης augēs „blask”[8]. Gatunek typowy: Trochlius (——?) auriceps Gould, 1852.

### Podział systematyczny
Do rodzaju należą następujące gatunki:
- Cynanthus latirostris Swainson, 1827 – złocik północny
- Cynanthus lawrencei (von Berlepsch, 1887) – złocik szafirowy
- Cynanthus doubledayi (Bourcier, 1847) – złocik turkusowy
- Cynanthus auriceps (Gould, 1852) – złocik złotogłowy
- Cynanthus forficatus (Ridgway, 1885) – złocik wyspowy
- Cynanthus canivetii (Lesson, 1832) – złocik widłosterny